# Мамедов, Кафур Насырович
Кафу́р Насы́рович Маме́дов (азерб. Qafur Nəsir oğlu Məmmədov; 5 марта 1922, Баку — 18 октября 1942, северо-западнее Туапсе, Краснодарский край) — матрос 3-й роты 323-го отдельного батальона морской пехоты Черноморского флота, Герой Советского Союза.

## Биография
Родился 5 марта 1922 года в Баку в рабочей семье. Азербайджанец по национальности.
После окончания начальной школы он поступил в типографию имени 26 бакинских комиссаров наборщиком. В августе 1941 года был призван в Красную Армию, а с сентября — на фронте.
Участвовал в обороне Севастополя и в боях за Туапсе. 18 октября 1942 года 323-й отдельный батальон морской пехоты 56-й армии Закавказского фронта, в составе которого сражался и матрос Мамедов, вёл тяжелый бой с превосходящими силами противника. Немецким войскам удалось прорваться и окружить командный пункт роты. Заметив целившегося в спину командира роты немецкого автоматчика, Кафур Мамедов попытался его обезвредить, но у него кончились патроны. Тогда связной командира роты матрос Мамедов бросился на выручку командиру и своей грудью закрыл его от вражеской пули. Храбрый воин ценой собственной жизни спас командира.
Указом Президиума Верховного Совета СССР «О присвоении звания Героя Советского Союза начальствующему и рядовому составу Красной Армии» от 31 марта 1943 года за  «образцовое выполнение боевых заданий командования на фронте борьбы с немецкими захватчиками и проявленные при этом отвагу и геройство» удостоен посмертно звания Героя Советского Союза.

## Память
- Навечно зачислен в списки воинской части.
- Именем Кафура Мамедова названы Бакинское мореходное училище, судно МРФ, улица и парк в Баку.
- В Баку установлен бюст Героя.

## Награды
- Медаль «Золотая Звезда».
- Орден Ленина.